# Gilbert Hyatt (loyaliste)
Pour les articles homonymes, voir Gilbert Hyatt.
Gilbert Hyatt est un loyaliste, resté fidèle à la couronne britannique, qui s'exila vers le nord après la guerre d'indépendance des États-Unis. En 1802, il établit un premier moulin à farine au confluent des rivières Magog et Saint-François au Québec, à un endroit qui était connu sous le nom de Grandes-Fourches, ou Big Forks, devint alors Hyatt's Mills et fut finalement renommé Sherbrooke en 1818 d'après le nom du gouverneur général du Canada, Sir John Coape Sherbrooke.